# Ска-джаз
Ска-джаз — музичний стиль, утворений шляхом поєднання джазової мелодики з ритмічною і гармонійної основою музики ска.
Вважається, що ска-джаз відноситься до третьої хвилі ска, для якої характерна відсутність впливу панк-року. У порівнянні з традиційними джаз-бендами, ска-джазові гурти менші за складом. Зазвичай в них використовуються одна або дві електрогітари, бас-гітара, клавіші, барабани, а також духова секція (що складається з довільного набору таких інструментів: труба, тромбон, альт-, тенор- і баритон-саксофон).
Ска-джаз — це в основному чисто інструментальний стиль, проте зрідка в ньому можна почути вокал. Мідні духові в ска-джазі зазвичай ведуть мелодію та іноді грають імпровізаційні соло. Ритмічні акценти припадають на слабкі частки, що надає ска-джазу особливого звучання, що відрізняє його від звичайного джазу.